# Офлоксацин
Офлоксаци́н — антибіотик з групи фторхінолонів II покоління для перорального та парентерального застосування, широкого спектру дії. Офлоксацин уперше синтезований у Японії в 1980 році у лабораторії компанії «Daiichi Seiyaku»., яка розпочала випуск препарату з 1985 року початково під торговельною маркою «Тарвід».

## Фармакологічні властивості
Офлоксацин — синтетичний антибіотик з групи фторхінолонів II покоління. Діє бактерицидно, порушуючи синтез ДНК в бактеріальній клітині. Препарат має широкий спектр антибактеріальної дії. До офлоксацину чутливі такі збудники: стафілококи, сальмонелли, клебсієли, нейсерії, Esherichia coli, Citrobacter spp., Proteus spp., єрсинії, Campylobacter spp., Garnnerella vaginalis, Vibrio spp., Haemophilus spp., пневмококи, Helicobacter pylori, Brucella melitensis, хламідії, мікоплазми, Ureaplasma urealyticum, туберкульозна паличка, мікобактерія лепри. Стрептококи малочутливі до офлоксацину. Нечутливими до препарату є клостридії та інші анаероби, бліда спірохета.

### Фармакодинаміка
Офлоксацин добре всмоктується з шлунково-кишкового тракту, біодоступність препарату — близько 95 %. Максимальна концентрація в крові досягається при пероральному прийомі протягом 1—2 годин, при внутрішньовенному — зразу після інфузії. Високі концентрації створює в усіх тканинах і рідинах організму. Препарат проникає через гематоенцефалічний бар'єр, через плацентарний бар'єр, виділяється в грудне молоко. Препарат метаболізується в невеликій кількості (5 %) в печінці, виводиться переважно нирками (80-85 %), а також з калом. Період напіввиведення препарату становить 5—8 годин, при нирковій недостатності може підвищуватись до 15-60 годин.

## Показання до застосування
Офлоксацин застосовують при інфекціях, що спричинюють чутливі до препарату мікроорганізми, а саме при: інфекціях ЛОР-органів, бронхолегеневої системи (в тому числі в комплексній терапії антибіотикорезистентного туберкульозу), шкіри та м'яких тканин,  кісток і суглобів, сечостатевої системи (в тому числі простатит, гонорея), сепсис, лікування інфекцій у хворих з ослабленим імунітетом.

## Побічна дія
При застосуванні офлоксацину можливі наступні побічні реакції:
- Алергічні реакції — часто (1—10 %) висипання на шкірі; рідко (0,01—0,1 %) свербіж шкіри, фотосенсибілізація, набряк язика, набряк Квінке, гарячка, бронхоспазм, синдром Лаєлла, синдром Стівенса-Джонсона.
- З боку травної системи — часто (1—10 %) нудота, блювання, діарея; рідко (0,01—0,1 %) дисбіоз, псевдомембранозний коліт, токсичний гепатит, некроз печінки, холестатична жовтяниця.
- З боку нервової системи — нечасто (0,1—1 %) головний біль; рідко (0,01—0,1 %) запаморочення, збудження, порушення сну, галюцинації, порушення чутливості, порушення слуху, судоми, підвищення внутрішньочерепного тиску.
- З боку серцево-судинної системи — рідко (0,01—0,1 %) артеріальна гіпотензія або гіпертензія, васкуліти, подовження інтервалу QT на ЕКГ, церебральний тромбоз, набряк легень, тахікардія.
- З боку сечовидільної системи — рідко (0,01—0,1 %) інтерстиціальний нефрит, гостра ниркова недостатність.
- Зміни в лабораторних аналізах — рідко (0,01—0,1 %) лейкопенія, еозинофілія, тромбоцитопенія, агранулоцитоз, анемія, панцитопенія, гіпоглікемія, збільшення протромбінового часу; підвищення рівня білірубіну, креатиніну і сечовини, підвищення активності амінотрансфераз і лужної фосфатази в крові; гіпер- та гіпоглікемія (частіше у хворих цукровим діабетом).
- Реакція в місці введення — нечасто (0,1—1 %) біль, почервоніння шкіри в місці внутрішньовенного введення, флебіти.
- З боку опорно-рухового апарату — рідко (0,01—0,1 %) артралгія, міалгія, тендініт, слабість у м'язах. При дослідженні частоти появи хінолонових артропатій у дітей, згідно даних французьких учених, встановлено, що артропатії спостерігаються у менше, ніж у 1 % дітей та підлітків, які лікувалися офлоксацином.[7]

## Протипоказання
Офлоксацин протипоказаний при підвищеній чутливості до фторхінолонів, вагітності, годуванні грудьми, у віці до 18 років, при ураженні ЦНС зі зниженим судомним порогом (після важких ЧМТ, інсульту), епілепсії, дефіциті глюкозо-6-фосфатдегідрогенази; а також пацієнтам з подовженням інтервалу QT на ЕКГ і тим, що приймають аміодарон, соталол, хінідин, прокаїнамід.

## Форми випуску
Офлоксацин випускається у вигляді розчину для внутрішньовенних інфузій по 100 мл.(200 мг.); таблеток по 0,1; 0,2 г і 0,4 г; очних крапель по 5 мл 0,3 % розчину; 0,3 % очної мазі у тубах по 3 г. Препарат входить до складу мазі «Офлокаїн».

## Застосування у ветеринарії
Офлоксацин випускається для застосовання у ветеринарії у вигляді флакона для ін'єкційного введення по 100 мл 10 % розчину, та використовується для лікування інфекцій дихальної, травної, сечостатевої системи, що викликані чутливими до препарату збудниками, у собак, котів, свиней, великої рогатої худоби та домашніх птахів.